# Tabernaemontana amplifolia
Tabernaemontana amplifolia là một loài thực vật có hoa trong họ La bố ma. Loài này được L.Allorge miêu tả khoa học đầu tiên năm 1983.